# Javier Jiménez
Javier Jiménez Camarero (ur. 8 czerwca 1987 w Logroño) – hiszpański piłkarz występujący na pozycji bramkarza w SD Huesca.